# Club Natació Sant Andreu
El Club Natació Sant Andreu és una entitat esportiva del barri de Sant Andreu de Palomar, a Barcelona, orientada a la pràctica i la difusió de la natació i el waterpolo, entre altres esports.

## Història
El CN Sant Andreu va ser constituït l'1 de juny de 1971 i aquest mateix any acceptava la cessió de la piscina del carrer Santa Coloma. Dos anys més tard, va acceptar la cessió de la piscina d'Ignasi Iglésias.
Ja el 1978 l'equip de waterpolo puja per primer cop a la màxima categoria estatal de l'esport, mentre que l'equip de natació es proclamaria campió d'Espanya el 1984. En aquell època s'inicià el procés de compra dels antics terrenys del CD Fabra, propietat del FC Barcelona, on l'entitat va construir-hi la piscina olímpica Pere Serrat, inaugurada el 1992, a temps per ser cedida al COOB'92 per als entrenaments de les competicions aquàtiques dels Jocs Olímpics de Barcelona 1992. El 1995 el CN Sant Andreu va guanyar la Lliga Nacional de Clubs de Natació. L'any 2025 l'equip femení de waterpolo es proclamà campió de la Lliga de Campions de la LEN femenina.
El 1993, la piscina va acollir el XIV Gran Premi Internacional Ciutat de Barcelona de Natació. El 2003, el rus Dimitri Komornikoven va batre el rècord del món dels 200 m braça masculins a la piscina Pere Serrat del club.
Entre les distincions rebudes pel club, es troben la Medalla de Forjador de la Història Esportiva de Catalunya (1993) i el títol d'Entitat d'Utilitat Pública (2001).

## Presidents
- Benet Ferrer i Sauqué: juny 71-juliol 79
- Joan A. Audet i Novell: juliol 79-juliol 83
- Pere Serrat i Portet: juliol 83-gener 92
- Lluis Cardona i Rebollo: gener 92-juny 92
- Marius Frigola i Andrade: juny 92-abril 94
- Alfons Martínez i Gris: abril 94-maig 95
- Agustí Gonzalez i Gasulla: juliol 95-maig 2009
- Antonio Valls i Reinaldo: octubre 2009-setembre 2014
- Àngel Bernet i Ribó: setembre 2014-

## Instal·lacions

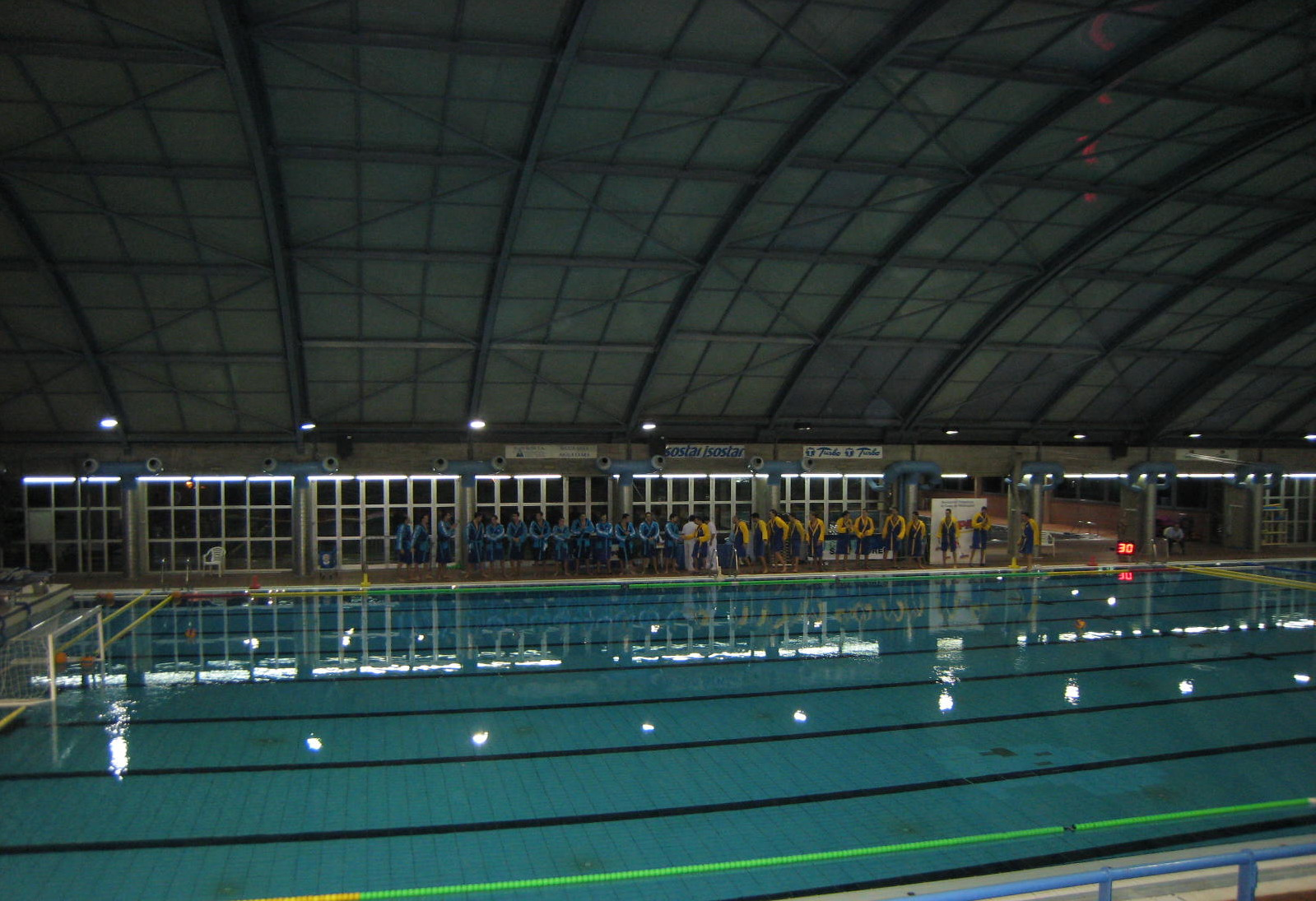
Piscina del CN Sant Andreu.

En l'actualitat el club gestiona dos complexos d'instal·lacions que inclouen dues piscines cobertes, una de descoberta, i diversos equipaments esportius com pistes d'Esquaix, de tennis, i sales de màquines. Aquestes són:
- Complex Esportiu Fabra: Rambla de Fabra i Puig, 47.[7]
- CEM Sant andreu - la Sagrera: Inclou la piscina del Carrer de Santa Coloma i les instal·lacions del carrer de Bonaventura Gispert.

En el passat, el club havia gestionat dues instal·lacions més;
- CEM Trinitat Vella: C/ Via Barcino, 84-86. Fins al 2017, quan la gestió fou traspassada a l'ASME.[8]
- Piscina Ignasi Iglesias. Fins a mitjans dels anys 90, quan l'equipament va ser reconvertit en una pista poliesportiva, gestionada pel Club Esportiu Sant Joan de Mata.

## Esportistes destacats
- Sergi López
- Sílvia Parera
- Joaquim Fernández
- Jessica Vall
- Martina Terré